# Meester Kackadorisprijs
De Meester Kackadorisprijs is de prijs die de Vereniging tegen de Kwakzalverij eenmaal per jaar uitreikt aan die persoon of instantie die dat jaar, volgens de vereniging, de kwakzalverij zeer bevorderd heeft. Het gaat hierbij uitdrukkelijk niet om mensen die zelf kwakzalverij beoefenen, maar om die personen of instellingen die kwakzalverij bevorderen terwijl van hen het tegengestelde verwacht zou mogen worden.
De vereniging maakt eerst een lijst met genomineerden bekend, en vervolgens de winnaar. Iedereen mag personen, bedrijven of instanties aandragen voor de prijs. De vereniging beoordeelt wie genomineerd wordt en wie de prijs wint. De winnaar krijgt de gelegenheid tot een weerwoord dat eveneens wordt gepubliceerd in het tijdschrift van de Vereniging tegen de Kwakzalverij.
De naam van de prijs is ontleend aan de kwakzalver Kackadoris, die een hoofdrol speelt in het rederijkerstafelspel Meester Kackadoris, ende een doof-wijf met ayeren (1ste publicatie 1596, herdruk uit 1631).

## Winnaars van en genomineerden voor de prijs

### 2003
Zilveren Kruis Achmea

### 2004
In 2004 was de winnaar van de meester Kackadorisprijs:
Paul van Dijk, als auteur van het compendium ‘Geneeswijzen in Nederland’, waarin hij sinds 1976 meer dan 400 kwakzalverijen uitvoerig beschrijft. In het juryrapport wordt dit over Paul van Dijk vermeld: "Paul van Dijk heeft zich al vele jaren doen kennen als een onkritische aanhanger van alternatieve stromingen en sektes en daarmee als bevorderaar van de kwakzalverij. Hij is bij het grote publiek minder bekend maar hij speelt achter de schermen een cruciale rol bij de verspreiding en legitimering van de kwakzalverij in Nederland. Van Dijks boek Geneeswijzen in Nederland (uitg. Ankh-Hermes), dat onlangs zijn 9e druk beleefde, is uitgegroeid tot dé kwakzalvers encyclopedie van de Nederlandse gezondheidszorg. Enig kritisch commentaar op de staalkaart van absurditeiten die in zijn almanak staan, heeft Van Dijk niet op kunnen brengen. Daarnaast bevat het veel feitelijke onjuistheden en omissies. Zo wordt bij het Houtsmullerdieet niet vermeld dat Houtsmuller toe moest geven dat hij zich zelf niet genezen kón hebben van een uitgezaaid kankergezwel, aangezien hij die uitzaaiing nooit heeft gehad! Door dit soort omissies en onjuistheden wordt de consument ernstig misleid."
Op de tweede en derde plaats kwamen:
- Tineke de Nooij, omdat zij in haar programma "Tineke en de paranormale wereld" binnen- en buitenlandse mediums en paragnosten laat optreden. Aan haar dankt Jomanda haar beroemdheid. Bovendien is de naam van Tineke verbonden aan de Biostabil 2000 van Bruno Santanera.
- Prescan, een Enschedees bemiddelingsbureau dat onder het motto ‘voorkomen is beter dan genezen’ door middel van suggestieve advertenties in (dag)bladen mensen kostbaar preventief medisch scanonderzoek aanpraat met in Duitse ziekenhuizen werkeloos staande appartuur, onderzoek dat echter volstrekt onnodig is.

De overige genomineerden waren:
1. Faculteit der Farmaceutische Wetenschappen van de Universiteit Utrecht, omdat deze derdejaars farmaciestudenten het keuzevak homeopathie en fytotherapie aanbiedt.
2. Jurriaan Kamp. Als hoofdredacteur van het maandblad Ode, waarvan de redactie op het standpunt staat dat "de conventionele medische wetenschap voor een reeks van aandoeningen vooral teleurstelling en desillusie biedt".
3. Mondriaan Onderwijsgroep, die een "basiscursus" complementaire zorg geeft voor verplegenden en verzorgenden, met onder andere aandacht voor kruidentoepassingen en aromatherapie.
4. Nederlandse Maatschappij ter bevordering der Tandheelkunde, omdat deze maatschappij niet optreedt tegen leden die zich biologisch tandarts noemen en die op ondeugdelijke en onwetenschappelijke gronden amalgaam verwijderen en zo de gebitten van vele Nederlanders aanzienlijke schade toebrengen.
5. Hans Wiegel, die als voorzitter van de Zorgverzekeraars Nederland leiding geeft aan de Vereniging van ziektekostenverzekeraars, die niet alleen medische geneeswijzen verzekeren maar ook allerlei alternatieve behandelwijzen.

### 2005
De Meester Kackadorisprijs 2005 werd toegekend aan René Steenhorst, redacteur van De Telegraaf. In zijn rubriek 'Privé-consult', waarin lezersvragen op medisch gebied worden beantwoord door deskundigen, krijgen alternatieve behandelmethoden een positie die volstrekt gelijkwaardig is aan die van huisartszorg, tandheelkunde, en psychiatrie. Deze kwakzalversadviezen worden gegeven door een homeopathische arts en een 'orthomoleculair apotheker'. Dit maakt het onwaarschijnlijk dat lezers van De Telegraaf een kritisch, op wetenschappelijke feiten gebaseerd advies krijgen. De jury vond dit een dermate ernstige vorm van bevordering van de kwakzalverij dat zij Steenhorst boven de andere genomineerden voor de prijs heeft voorgedragen. 
In 2005 waren de overige genomineerden:
1. Academisch Centrum Tandheelkunde Amsterdam, ACTA. Prof. dr. A.J. Feilzer doet daar onderzoek naar metaalallergie met de zogenoemde MELISA test.
2. Hogeschool van Utrecht. De Faculteit Gezondheidszorg biedt met de cursus CAM (Complementary and Alternative Medicine) een 'gedegen oriëntatie' op onder andere antroposofie, homeopathie/acupunctuur, natuurgeneeswijzen, alternatieve manuele therapieën en traditioneel oosterse geneeswijzen.
3. Nederlandse Vereniging voor Fysiotherapie bij Kinderen, NVFK. Deze vereniging werkt samen met de Nederlandse Vereniging voor Manuele Therapie en omarmt het volgens de Vereniging tegen de Kwakzalverij niet-bestaande KISS-syndroom.
4. Pharma Nord beveelt volgens de Vereniging tegen de Kwakzalverij waardeloze producten aan voor serieuze aandoeningen. Zo maakt het bedrijf reclame voor Q-10, een wondermiddel voor vele kwalen.
5. S.C. Heracles. Deze voetbalclub uit Almelo accepteerde Matthias Rath als hoofdsponsor. Deze verdiende geld met de internethandel van volgens de Vereniging tegen de Kwakzalverij nutteloze vitaminepreparaten en tracht de HIV-seropositieven in Zuid-Afrika wijs te maken dat zijn ‘cellulaire geneeskunde’ werkzaam is tegen aids.
6. Dier & Zorg, de dierenverzekering van Proteq, dochter van SNS REAAL. Deze verzekering vergoedt kosten voor homeopathie en acupunctuur bij huisdieren.
7. TELEAC. In het voorjaar van 2004 zond Teleac zes afleveringen van ‘Kruiden in de roos’ uit en wijdde een boek aan de genezende werking van kruiden en planten. In twee van de zes lessen werden alternatieve geneeswijzen als respectievelijk fytotherapie en homeopathie besproken, zonder dat werd gewezen op het feit dat deze behandelwijzen niet evidence-based zijn. Daardoor werd volgens de Vereniging gesuggereerd dat deze behandelwijzen op een lijn zouden staan met de medische wetenschap.

In de oorspronkelijke lijst was er ook een nominatie voor de "Vakgroep Psychiatrie en Neuropsychologie, Medische Faculteit Universiteit Maastricht" wegens samenwerking met de Belgische neuropsychiater Michael Maes. Deze Maes heeft drie Belgische privéklinieken en beweert nauwelijks te genezen aandoeningen als fibromyalgie, chronischevermoeidheidssyndroom en burn-out te kunnen behandelen met nutteloze therapieën zoals acupunctuur, chelatietherapie, voedingssupplementen als visolie en diëten, daarbij gebruik makend van wetenschappelijk niet bewezen onderzoeksmethoden zoals de MELISA-test, HPU-test en de Pharmanex-biofotonen scanner. De Vereniging tegen de Kwakzalverij heeft deze nominatie later ingetrokken toen bleek dat Maes medio 2004 strafontslag had gekregen. Hierna bleef hij zich uitgeven voor professor te Maastricht. Ondanks de ingetrokken nominatie spande Maes een kort geding aan tegen de Vereniging, waarin hij rectificatie vorderde en een verbod om hem in de toekomst in verband te brengen met kwakzalverij. Daarnaast werd een aanzienlijk voorschot op schadevergoeding geëist.
De voorzieningenrechter was op 22 december 2005 van mening dat de Vereniging niet onrechtmatig had gehandeld door de Universiteit Maastricht, wegens Maes’ praktijken, voor de Meester Kackadorisprijs te nomineren. De Vereniging heeft de effectiviteit van Maes’ gebruikte therapieën terecht in twijfel getrokken. Alle eisen van Maes - rectificatie op grote schaal, schadevergoeding en een verbod hem ooit nog met kwakzalverij in verband te brengen - werden afgewezen. Maes werd ook veroordeeld in de kosten van het geding. De Vereniging toonde zich gelukkig met het vonnis en voelt zich gesterkt te kunnen blijven waarschuwen voor onbewezen geneeswijzen, kwakzalvers én hun bevorderaars zonder dat zij daarbij in haar woordkeuze te zeer wordt belemmerd. Maes ging in beroep.

### 2006
In 2006 was de winnaar van de prijs ZonMw. In 2004 verscheen een rapport getiteld: ‘Onderzoek op het gebied van Complementaire Behandelwijzen: stand van zaken en een plan van aanpak’ waarin een voorstel wordt gedaan om het wetenschappelijk onderzoek naar alternatieve behandelwijzen eens en voor altijd uit het slop te halen door alternatieve artsen een cursus aan te bieden. Door de overheid is hiervoor € 190.000 euro ter beschikking gesteld. In 2006 hebben vijf acupuncturisten, vijf homeopaten en vijf natuurartsen de stoomcursus tot wetenschappelijk onderzoeker gevolgd aan het onderzoeksinstituut EMGO van de VU.
De overige genomineerden waren:
- Liesbeth List en Prof. dr. J.J. Rasker voor het ongegeneerd reclame maken in roddelbladen voor Glucon Combi, een nutteloos middel tegen gewrichtsslijtage.
- Annemarie Postma, columniste van het AD. Voortdurend fulmineert zij tegen de medische wetenschap (in het bijzonder het gebruik van chemotherapie) en pleit zij voor alternatieve behandelwijzen, die volgens haar een goed alternatief zijn voor chemotherapie.
- RIVM, Bilthoven is verantwoordelijk voor de website ‘www.kiesbeter.nl’. Deze overheidssite geeft op weinig kritische wijze informatie over iriscopie, bio-elektrische methoden, homeopathie en Therapeutic Touch.
- Het Slotervaartziekenhuis, Amsterdam voor het organiseren van het symposium ‘Integratieve geneeskunde en complementaire technieken'.
- TNO-Pharma en haar directeur Systems Biology Research prof. dr. Jan van der Greef. Het wetenschappelijk instituut stelt zonder bewijs te overleggen dat kruiden zeer geschikt zijn als medicijn. Hiermee reiken zij de beoefenaren van bedrieglijke fytotherapie ‘argumenten’ aan voor hun praktijken.
- VVAA, de Vereniging Van Artsen Automobilisten. Bij deze financiële en verzekeringstechnische dienstverlener in verenigingsvorm, waarvan veel medici en paramedici lid zijn, moet men zich verplicht aanvullend meeverzekeren voor alternatieve hulpverlening.
- Gezondheidsnet.nl van Press Partners BV uit Baarn. De medische informatie op deze website is pro-kwakzalverij, commercieel gestuurd, onjuist en misleidend.
- Wetenschappelijke adviesraad van de stichting IOCOB. De Stichting IOCOB (Stichting voor Innovatief Onderzoek en onderwijs van Complementaire Behandelvormen) geeft voorlichting over complementaire behandelwijzen en steunt 'wetenschappelijke projecten' waarvoor in de geneeskunde onvoldoende belangstelling zou bestaan.
- WUR (Wageningen Universiteit en Researchcentrum), Animal Sciences Group voor het rapport Homeopathie, een oplossing voor kalverdiarree.

### 2007
In 2007 was de winnaar van de prijs GroenLinks, omdat GroenLinks wil dat er een wettelijke registratie komt voor alternatieve behandelaars teneinde "serieuze" alternatieve genezers te kunnen onderscheiden van kwakzalvers. Daarnaast wil GroenLinks meer onderzoek naar alternatieve geneeswijzen.
De overige genomineerden waren:
- KNMG-district VI te Rotterdam. Voorzitter dr. C. P. Kaiser en regioambassadeur mevr. A.L. Jans zijn beiden zijn zeer pro-alternatief. Mw. Jans is neuraal- en kleurentherapeut. Dit district organiseerde in 2006 en 2007 de zogenaamde Fusioncongressen, waar alternatieve geneeswijzen werden aangeprezen.
- Lentis/Welnis. De zorggroep Lentis van de GGZ-Groningen stelt de ‘healing environment’ centraal. Bij de behandelingen worden biologische, emotionele, mentale, sociale, maar ook energetische, ecologische en spirituele aspecten van de persoon betrokken.
- Ed Nijpels. Met instemming van Nijpels heeft Gedeputeerde Staten van Friesland in 2007 een financiële garantieregeling van € 100.000 toegekend aan het op te richten Kenniscentrum Toegepaste Chinese Geneeskunst.
- Nederlandse Patiënten Consumenten Federatie. Volgens de directeur van de NPCF, drs. Iris van Bennekom, dienen ‘complementaire en alternatieve geneeswijzen’ in het basispakket van de zorgverzekeringen te worden opgenomen.
- De pensioenfondsen ABP en PGGM. Deze fondsen hebben in 2006 hun naam geleend aan een commerciële uitgave getiteld Pensioengids 2005/2006. Deze gids bevat veel aanprijzing van kwakzalverijen.
- Universitaire Medische Centra Zorgverzekering (UMC) (voorheen IZA/AZ). Deze zorgverzekering doet aan koppelverkoop van alternatieve behandelwijzen met andere extra’s in hun aanvullende verzekeringspakket. Hierdoor betalen veel universitaire medewerkers, wellicht onbewust, mee aan de vergoeding van kwakzalverijen.
- Website Kiesbeter. Deze website, bijgehouden door het RIVM, beschrijft nog steeds alternatieve behandelaars zoals homeopaat, cranio-sacraal-therapeut, orthomanueel psychose-bestrijder of Qi-specialist alsof het normale behandelaars zijn. Kiesbeter legitimeert hiermee kwakzalverijen en misleidt daarmee de gemiddelde burger.

### 2008
In 2008 ging de prijs naar de NCRV voor het tv-programma Uitgedokterd?!, dat door de VtdK werd omschreven als "volksverlakkerij".

### 2009
In 2009 werd de prijs toegekend aan de Nederlandse Vereniging Kritisch Prikken, omdat zij mede schuldig zou zijn aan het feit dat steeds minder mensen zich laten inenten.

### 2010
In 2010 ging de prijs naar de Triodos Bank, omdat deze "kwakzalverij het meest heeft bevorderd", vanwege investeringen in o.a. producenten van antroposofische en homeopathische geneesmiddelen en donaties van de Triodos Foundation aan Homeopaten zonder Grenzen.

### 2011
In 2011 werd de prijs verleend aan het Erasmus MC, in de persoon van de decaan, H. Pols. De decaan ontving de prijs omdat hij in december 2010 een acupunctuurproefschrift accepteerde van fysiotherapeute Ineke van den Berg-de Lange. In het proefschrift werd gesteld dat een foetus in de baarmoeder kan worden omgedraaid van stuitligging naar een normale hoofdligging door de kleine teen van de aanstaande moeder te verwarmen door middel van het oud-Chinese moxabranden. Het branden van moxa (bijvoet) is verwant aan acupunctuur.
 "Het proefschrift bevatte een kolderieke uiteenzetting over het veronderstelde werkingsmechanisme van dit malle gedoe", aldus het juryrapport van de vereniging. Het proefschrift is volgens de jury bovendien frauduleus. De promovenda zou in haar proefschrift hebben nagelaten ander - volgens de jury degelijk - onderzoek op te nemen waarin geen enkel effect gevonden was van dit moxabranden op de stuitligging.
Genomineerd waren voor de prijs van 2011 onder andere:
- Jozias van Aartsen, burgemeester van Den Haag
- de brancheorganisatie Neprofarm
- de directeur van Zorggroep Almere
- de Nederlandse Patiënten en Consumenten Federatie (NPCF)

### 2012
De shortlist van genomineerden voor de prijs van 2012:
- Staatssecretaris Halbe Zijlstra (stelsel van meeneembare studiefinanciering, ook te gebruiken voor in Nederland niet-erkende opleidingen)
- Psychiater Rogier Hoenders (integrale psychiatrie)
- Prof. H.F.J. (Huub) Savelkoul van de Universiteit van Wageningen (doet serieus wetenschappelijk onderzoek naar hypothesen afkomstig uit de alternatieve wereld)

De prijs werd 'gewonnen' door Halbe Zijlstra.

### 2013
In 2013 ging de prijs naar het samenwerkingsverband van de vijf grootste zorgverzekeraars VGZ, ONVZ, Achmea, Menzis en CZ, omdat die willen dat alternatieve therapeuten een pluis-niet-pluis-gevoel aanleren.
Genomineerd voor de prijs waren voorts:
- ANBI-Team van de Belastingdienstregio Den Bosch
- CVZ, verantwoordelijk voor de website Kiesbeter (zie voor eerdere nominaties 2006 en 2007)
- Prof. dr. ir. M. (Michiel) Haas
- Prof. dr. H.E. van der Horst, huisartsgeneeskunde VU
- Prof. dr. Frits A.J. Muskiet
- Herman Wijffels

### 2014
In 2014 ging de prijs naar Pauline Meurs, onder meer bestuursvoorzitter van ZonMW dat in 2006 de Meester Kackadorisprijs ontving. Ook daarna heeft ZonMW geregeld pro-alternatieve geluiden laten horen. Reden voor de prijs in 2014 is onder meer een rapport van ZonMw waaraan 'uitsluitend is meegewerkt door een aantal notoire pro-alternatief denkende figuren, terwijl ook een paranormaal genezeres bijdroeg'. Er waren zeven andere genomineerden.

### 2015
In 2015 werd de Meester Kackadorisprijs toegekend aan Bart Combée, directeur van de Consumentenbond. Hij krijgt de prijs omdat de Vereniging tegen de Kwakzalverij van mening is dat Combée zijn leden verkeerd voorlicht over homeopathische middelen. Sinds 1 juli 2013 mogen homeopathische middelen alleen nog verkocht worden zonder dat op de verpakking of in de bijsluiter wordt vermeld waarvoor ze bedoeld zijn, dit omdat de werking van homeopathische middelen niet wetenschappelijk is aangetoond. In augustus 2014 deed de Consumentenbond een oproep aan de minister VWS om deze regeling te herzien, omdat er verwarring onder consumenten was ontstaan. Combée vroeg om een aanduiding van de fabrikant waar hij de middelen voor bedoelde, mét de toevoeging dat voor de werking geen wetenschappelijk bewijs is opdat de consumenten weten welk middel is bedoeld voor een bepaalde klacht. De Vereniging tegen de Kwakzalverij is van mening dat Bart Combée op deze manier meewerkt aan consumentenmisleiding en daarmee zijn leden op het verkeerde been zet.

### 2016
De prijs werd gewonnen door de Koninklijke Nederlandse Maatschappij voor Diergeneeskunde (KNMvD), vanwege de "Studiegroep Complementair werkende Dierenartsen" (SCwD) die aan deze organisatie gelieerd is en vanwege het feit dat de KNMvD hier niet tegen optreedt. Het was de derde keer dat de KNMvD was genomineerd. De voorzitter van de KNMvD, Dirk Willink, was bij de bijeenkomst om de prijs in ontvangst te nemen. Andere genomineerden voor de prijs waren in 2016:
- Donders Instituut bij de Radboud Universiteit Nijmegen, vanwege de promotie van Peggy Bosch (Sociale Wetenschappen) op het proefschrift "Acupuncture in the treatment of Depression, Schizophrenia and Sleep Disorders".
- Jeanine Hennis-Plasschaert, minister van Defensie, omdat de basiszorgverzekering voor militairen vergoeding van alternatieve geneeswijzen aanbiedt, zoals acupunctuur en andere oosterse geneeswijzen, homeopathie, natuurgeneeswijzen etc.
- André Rouvoet, vanwege de registratie van kwakzalvers bij VEKTIS, waarvan Rouvoet (indirect) voorzitter is, vanwege zijn voorzitterschap van Zorgverzekeraars Nederland.
- Huub Savelkoul, hoogleraar aan de Wageningen Universiteit en docent bij een post-hbo-opleiding orthomoleculaire voedingsleer (tweede nominatie).

De prijs werd toegekend aan de KNMvD. De jury oordeelde dat de maatschappij de niet-erkende SCwD te veel de vrije teugel liet, die daardoor 'schaamteloos' een schijnbaar officiële status heeft verworven en bovendien 'onterechte gezondheidsclaims' maakt. In tegenstelling tot de KNMvD, heeft de faculteit Diergeneeskunde van de Universiteit Utrecht, waar de enige erkende dierenartsopleiding van Nederland wordt aangeboden, altijd duidelijk alternatieve geneeswijzen als onwetenschappelijk afgewezen, aldus de jury. KNMvD-voorzitter Dirk Willink nam de prijs persoonlijk in ontvangst; hij beschouwde deze 'niet als een terechtwijzing, maar als een uitgestoken hand om in discussie te treden met andersdenkenden'. Wat hem betreft was er veel dat de wetenschap nog niet weet en diende er tolerantie te zijn voor alternatieve geneeswijzen, ook als men niet weet of, en zo ja hoe, ze werken. Piet Borst vermaande Willink te controleren of de KNMvD de KNMG-richtlijn uit 2008 (volgens welke 'artsen niet-reguliere behandelingen alleen onder strenge voorwaarden mogen bedrijven') wel correct toepaste, dat beloofde Willink te doen.

### 2017
In 2017 werd de Meester Kackadorisprijs gewonnen door de Koninklijke Nederlandse Organisatie van Verloskundigen, KNOV. In de eerstelijns verloskunde worden volgens het juryrapport door een minderheid van de verloskundigen onwetenschappelijke methodes gebruikt, zoals onderwaterbevallingen, homeopathie, haptonomie, acupunctuur en moxibustie (bij stuitligging). De KNOV uit zich onvoldoende kritisch richting deze praktijken. Bovendien accrediteerde de KNOV in 2017 in eerste instantie een opleiding tot ‘homeopathisch verloskundige’. De organisatie trok deze accreditatie echter bij nader inzien weer terug.
De andere genomineerden van 2017 waren:
- Gerard de Korte, bisschop van Den Bosch, omdat hij het optreden faciliteert van priester Frank As, die optreedt als exorcist van het bisdom Den Bosch.
- Deventer Ziekenhuis, omdat het eind juni 2017 aankondigde de patiënten "complementaire zorg" aan te gaan bieden, zoals hand-, voet-, en hoofdmassage en  behandeling met etherische olie.
- BIT Magazine, een tijdschrift voor paardenliefhebbers dat kritiekloos ruimte geeft aan kwakzalvers op het gebied van de diergeneeskunde.
- Nederlands-Vlaamse Accreditatie Organisatie (NVAO), omdat deze enkele hbo-masteropleidingen op het gebied van manuele therapie heeft geaccrediteerd, een vorm van kwakzalverij.

### 2018
In 2018 werd de Meester Kackadorisprijs gewonnen door de Hogeschool van Arnhem en Nijmegen voor het aanbieden van de opleiding Neuro Linguïstisch Programmeren (NLP) en Verpleegkundige Complementaire Zorg.

### 2019
In 2019 werd de Meester Kackadorisprijs toegekend aan Jacobine Geel voor haar "structurele avances richting de psycho-kwakzalverij" wat blijkt uit haar betrokkenheid bij het Consortium voor Integrale Zorg en Gezondheid (CIZG) dat volgens de jury "onbewezen alternatieve geneeswijzen" promoot.

### 2020
In 2020 werd de Meester Kackadorisprijs toegekend aan KWF Kankerbestrijding wegens uitlatingen over zogenaamde complementaire zorg.

### 2021
De Meester Kackadorisprijs 2021 is gewonnen door het Artsen Covid Collectief. Deze stichting heeft volgens de Vereniging tegen de Kwakzalverij "de afgelopen anderhalf jaar het medisch beroep in diskrediet gebracht door stelselmatig het nut in twijfel te trekken van de reguliere aanpak van de covid-pandemie".

### 2022
Mw. Sue J.S. Preenen, hoofdofficier van justitie, Openbaar Ministerie (OM) wegens de wijze waarop een rechtszaak tegen een chiropractor gevoerd is. Tijdens een chiropractische nekmanipulatie was een hersenstaminfarct opgetreden waardoor de patient 100% invalide werd. De chiropractor werd vrijgesproken omdat als medisch deskundigen geen neuroloog werd ingezet maar twee chiropractoren en een forensisch arts. De hoofdofficier was eindverantwoordelijk voor deze keuze.

### 2023
Tijdschrift LINDA., omdat het blad "een betreurenswaardige mix van verstandige artikelen en gevaarlijke, onweersproken kwakzalverij" biedt.

### 2024
De Meester Kackadorisprijs 2024 werd gewonnen door de Nederlands-Vlaamse Accreditatieorganisatie (NVAO), voor de accreditatie van een vierjarige opleiding in de osteopathie.
Andere genomineerden voor de prijs 2024 waren:
- RTL-televisie. Een dubbele nominatie: (i) voor het optreden van Tineke de Nooij en haar reclame voor het onwerkzame magneetsieraad Biostabil. (ii) voor het programma Married at First Sight, waar mensen worden gekoppeld op basis van een psychologisch advies, het gebruiken van zo een advies op deze manier zou als kwakzalverij bestempeld kunnen worden.
- District Limburg XI van de Koninklijke Nederlandsche Maatschappij tot bevordering der Geneeskunst (KNMG), vanwege het organiseren van minisymposium over complementaire geneeskunde, met een homeopathisch arts, antroposofisch arts en een osteopaat.
- Ministerie van Defensie, voor het geven van een podium aan coaches uit het alternatieve circuit, met name aan BaseQamp.
- RINO-Amsterdam, voor het organiseren van een workshop Single Session Therapy, een vorm van psychokwakzalverij.